# 秋田波銭
秋田波銭（あきたなみせん）とは文久2年（1862年）、阿仁銅山の山内通用として鋳造したといわれる銅銭であり、幕末期の地方貨幣の一種である。波銅（なみどう）とも呼ばれ、『加護山議定場控』にはこの名称が記載されている。

## 概要

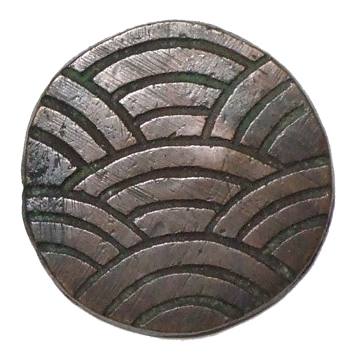
秋田波銭

表面には波模様、裏面には「秋」の極印が打たれ、全体的に鑢仕上げとなっている。波模様にはその彫りの深さにより「太波」、「中波」、「細波」と分類され、またその中間的なものも存在する。波銭といえば通常は当時広く流通していた寛永通寳當四文銭を指したが、この秋田波銭も寛永通寳當四文銭の裏側の波模様と同形式であり21波のものに類似する。
量目（質量）は9～12匁（34～45グラム）程度、直径は1寸4分（42ミリメートル）程度で、阿仁銅山の銅が使われ、特有の赤褐色を呈している。発行当初は100文通用と設定され、後に80文の通用価値に下落したといわれるが、後の鍔銭同様、貨幣面に額面に関する表記は全く無く、秤量貨幣的な性格もあったとされる。加護山吹分所の銭座において鋳造され、銅山および吹分所周辺、すなわち山内通用の目的で発行され、銭文もなく製作も粗雑であるが一般にも流通したようである。この銭貨は幕府許可によるものではないため銭座覚書程度の記録も焼却されたものと推定され、公式的な史料は残されておらず、鋳造量、鋳造目的など詳細は多くの点が不明である。